# Valdelosa
Valdelosa è un comune spagnolo di 501 abitanti situato nella comunità autonoma di Castiglia e León.